# Campeonato Mineiro 2011
Campeonato Mineiro 2011 var 2011 års säsong av distriktsmästerskapet i fotboll i delstaten Minas Gerais i Brasilien. Mästerskapet spelades mellan den 29 januari och 15 maj och vanns av Cruzeiro efter en finalseger över Atlético Mineiro. Mästerskapet bestod av en enkelserie av tolv lag där alla mötte alla en gång, vilket innebar 11 omgångar. Därefter gick de fyra främsta till slutspel och de två sämst placerade lagen flyttades ner en division inför nästkommande säsong.

## Tabell
| Nr | Lag                      | S  | V | O | F | GM | IM | MS  | P  |
| -- | ------------------------ | -- | - | - | - | -- | -- | --- | -- |
| 1  | Cruzeiro                 | 11 | 9 | 1 | 1 | 29 | 8  | +21 | 28 |
| 2  | Atlético Mineiro         | 11 | 8 | 2 | 1 | 32 | 15 | +17 | 26 |
| 3  | América (MG)             | 11 | 7 | 2 | 2 | 25 | 17 | +8  | 23 |
| 4  | América de Teófilo Otoni | 11 | 6 | 3 | 2 | 23 | 18 | +5  | 21 |
| 5  | Villa Nova               | 11 | 4 | 4 | 3 | 17 | 14 | +3  | 16 |
| 6  | Tupi                     | 11 | 4 | 3 | 4 | 15 | 15 | 0   | 15 |
| 7  | Caldense                 | 11 | 3 | 4 | 4 | 9  | 13 | −4  | 13 |
| 8  | Guarani                  | 11 | 3 | 1 | 7 | 18 | 22 | −4  | 10 |
| 9  | Uberaba                  | 11 | 2 | 4 | 5 | 14 | 22 | −8  | 10 |
| 10 | Democrata                | 11 | 1 | 4 | 6 | 17 | 28 | −11 | 7  |
| 11 | Ipatinga                 | 11 | 1 | 4 | 6 | 10 | 21 | −11 | 7  |
| 12 | Funorte                  | 11 | 1 | 2 | 8 | 10 | 26 | −16 | 5  |

## Semifinal
| Lag 1            | Resultat | Lag 2                    | Match 1 | Match 2 |
| ---------------- | -------- | ------------------------ | ------- | ------- |
| Cruzeiro         | 13–2     | América de Teófilo Otoni | 8–1     | 5–1     |
| Atlético Mineiro | 5–2      | América (MG)             | 3–1     | 2–1     |

## Final
Cruzeiro mästare av Campeonato Mineiro 2011.
| Lag 1    | Resultat | Lag 2            | Match 1 | Match 2 |
| -------- | -------- | ---------------- | ------- | ------- |
| Cruzeiro | 3–2      | Atlético Mineiro | 1–2     | 2–0     |